# T-90
El T-90 es un carro de combate ruso de cuarta generación, utilizado principalmente por las Fuerzas Terrestres de Rusia, además de otros países. La India comenzó a fabricar su propio modelo con asesoría de Rusia en la variante conocida como el T-90 Bhishma para el periodo 2006-2007.

## Historia
La fabricación del T-90 se inició con pequeñas cantidades de viejos cascos de carros T-72 (más específicamente del T-72BU y de partes de otros modificados), que habían sido dados de baja, a los que se les dotó con un motor de 840 hp, sistemas de protección activa como el Shtora-1, DRZORD-2, Kontakt-5, una nueva versión de torreta en dos variantes y blindaje añadido en las zonas más vulnerables. Se comenzó su producción en serie en el año 1993. El T-90 fue desarrollado por la Oficina de Diseño Kartsev-Venediktov de la fábrica Uralvagonzavod en Nizhny Tagil, Rusia. Dos variantes, el T-90E y el T-90S han sido identificadas, siendo este último el modelo de exportación. A mediados de 1996, 108 tanques T-90 fueron asignados al servicio del Distrito Militar Ruso en el Este.
En 1999 se conoció un nuevo modelo de T-90, que está dotado con una torreta de soldadura completa como la usada en el tanque experimental Obyekt 187 en vez de la torreta de fundición usada originalmente por el T-90. Este nuevo modelo es llamado Vladimir en honor del diseñador en jefe del T-90, Vladimir Potokin, quién murió en 1999. No se conoce como este nuevo diseño afecta la protección y el diseño de la torreta o si la disposición del blindaje de la coraza del tanque fue modificada.
En 2016 había 550 tanques T-90 sirviendo en la 5.ª División de Tanques del Ejército Ruso asentada en el Distrito Militar de Siberia y siete tanques T-90 en la Marina. El 15 de mayo de 2006, el ministro adjunto de Defensa Alexander Belousov anunció que unos treinta nuevos T-90 serían fabricados para el ejército ruso.
Desde finales del año 2015 el gobierno sirio de Bashar Al Assad recibió por parte de Rusia un número indeterminado de unidades de T-90 que participan en combates en la guerra civil, contra la oposición y contra el Estado Islámico.

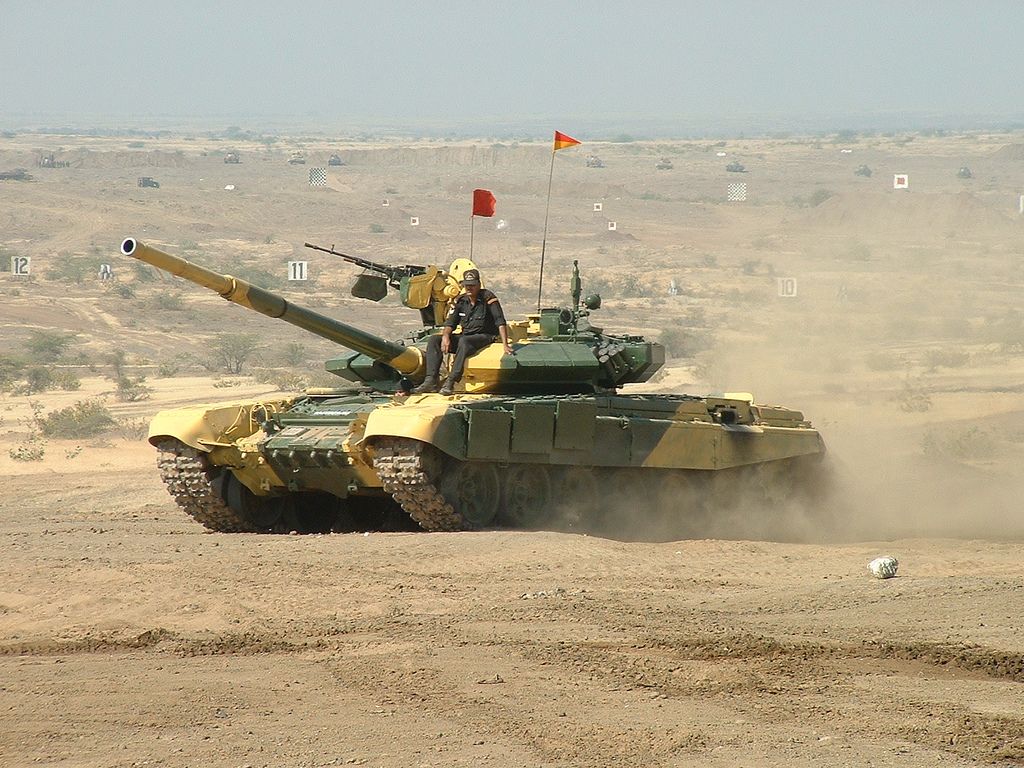
T-90S Bhishma del ejército Indio.

En el 2001 India compró 310 tanques T-90S a Rusia, de los cuales 120 fueron entregados completos, 90 en conjuntos semi-terminados y 100 en conjuntos para armar. Los T-90S fueron fabricados por Uralvagonzavod y los motores reforzados de 1000 HP fueron provistos por la Planta de Tractores de Cheliábinsk. El T-90 fue seleccionado porque es un desarrollo directo del T-72 que India ya poseía, simplificándose de esta manera el entrenamiento y mantenimiento. India compró el T-90 después de fracasar el intento de producir el tanque de diseño indio Arjun y para contrarrestar el despliegue pakistaní del tanque ucraniano T-80UD y los T-84 comprados a Ucrania en 1995-97 y la fabricación prevista del tanque de origen chino/pakistaní Al-Khalid.
El contrato entre India y Rusia, estimado en unos 750 millones de dólares, también incluía la completa transferencia de la tecnología del T-90 y su sistema de armas a la India. Con asistencia rusa y francesa, India desarrolló una versión mejorada del T-90S conocida como el T-90S Bhishma, (el nombre Bhishma corresponde a un personaje de la épica hindú Mahabharata). Sin embargo, India ha indicado que surgieron algunos problemas con las miras térmicas de diseño francés usadas en el T-90 por el intenso calor del desierto. En el 2006, el gobierno indio otorgó un contrato por 2500 millones de dólares para fabricar 1000 tanques T-90 Brishma para el ejército indio. El 26 de octubre de 2006 India firmó otro acuerdo con Rusia por 800 millones de dólares para otros 330 tanques T-90 adicionales.

## Características

### Armamento

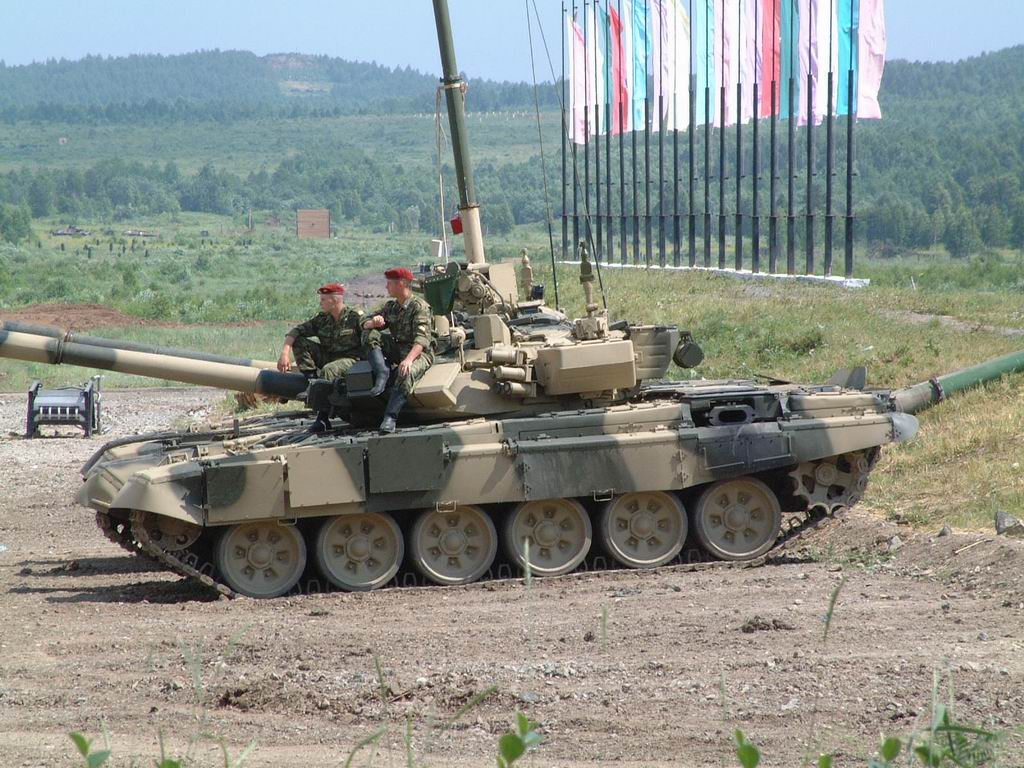
T-90 con snorkel desplegado (foto por Alain Servaes)

El armamento principal del T-90 es el cañón 2A46M de 125 mm de ánima lisa. Es una versión altamente modificada del cañón antitanque Sprut y es el mismo cañón usado como arma principal en los tanques de las series T-80 y las modernizaciones del T-62, T-64 y otros. Puede ser reemplazado sin desmantelar la torreta interna y es capaz de disparar proyectiles perforadores de blindaje estabilizados por aletas con casquillo desechable sabot (APFSDS), explosivos antitanques (HEAT-FS), de alto poder explosivo y fragmentación (HE-FRAG), metralleros de fragmentación (Fragmentación Shrapnel o FS) y misiles antiblindaje 9M119M Refleks, guiados por láser.
Las variantes T-90S y T-90 Bhishma pueden disparar también el misil 9M119 Svir, que tiene un sistema de guía por láser semiautomático y ojiva de carga hueca. El misil tiene un rango efectivo de entre 100 m a 5000 m y le toma 17,5 segundos alcanzar a su blanco. Puede penetrar blindajes de acero o compuestos de entre 900 mm a 1800 mm de espesor, y puede impactar blancos aéreos en vuelos de baja altura como helicópteros en un radio de acción de hasta 5000 metros.
La ametralladora antiaérea es una Kord-12,7 de 12,7 mm accionada por control remoto y con un alcance efectivo de hasta 2 km, con una cadencia de fuego de entre 650 y 750 proyectiles por minuto. La ametralladora coaxial PKT de calibre 7,62 mm pesa aproximadamente 10,5 kg, mientras que su caja de munición trae 2500 proyectiles y añade un peso adicional de 9,5 kg.

### Protección
El T-90 está equipado con un blindaje convencional y posee equipo de protección contra armamento nuclear, biológico y químico (NBQ).
El cuerpo y la torreta del T-90 están cubiertas por un blindaje de tercera generación consistente en blindaje reactivo Kontakt-5 (ERA). El tanque posee una torreta baja que está ubicada en el centro del casco y está cubierta por las placas de ERA. El ERA le otorga a la torreta una apariencia angulosa, con las placas de ERA formando una apariencia de ostra marina. Las placas de ERA en el techo de la torreta le proveen de protección contra ataques aéreos.
El T-90 está equipado con el equipo de contramedidas Shtora-1 producido por Electronintorg de Rusia. Este sistema incluye un equipo de interferencia infrarrojo, un sistema de advertencia con cuatro receptores de advertencia láser, un sistema de lanzamiento de granadas que produce una pantalla de aerosol y un sistema computarizado de control. El sistema de advertencia láser advierte a la tripulación del tanque cuando el tanque ha sido «fijado» por un arma con sistema de guía láser. El bloqueador electro óptico del T-90, el Shtora-1 EOCMDAS, bloquea el comando semiautomático a la altura de la vista del enemigo de misiles guiados antitanque, telemétros láser y designadores de blancos. El tanque T-90 indio no está equipado con el sistema Shtora.

### Supervivencia

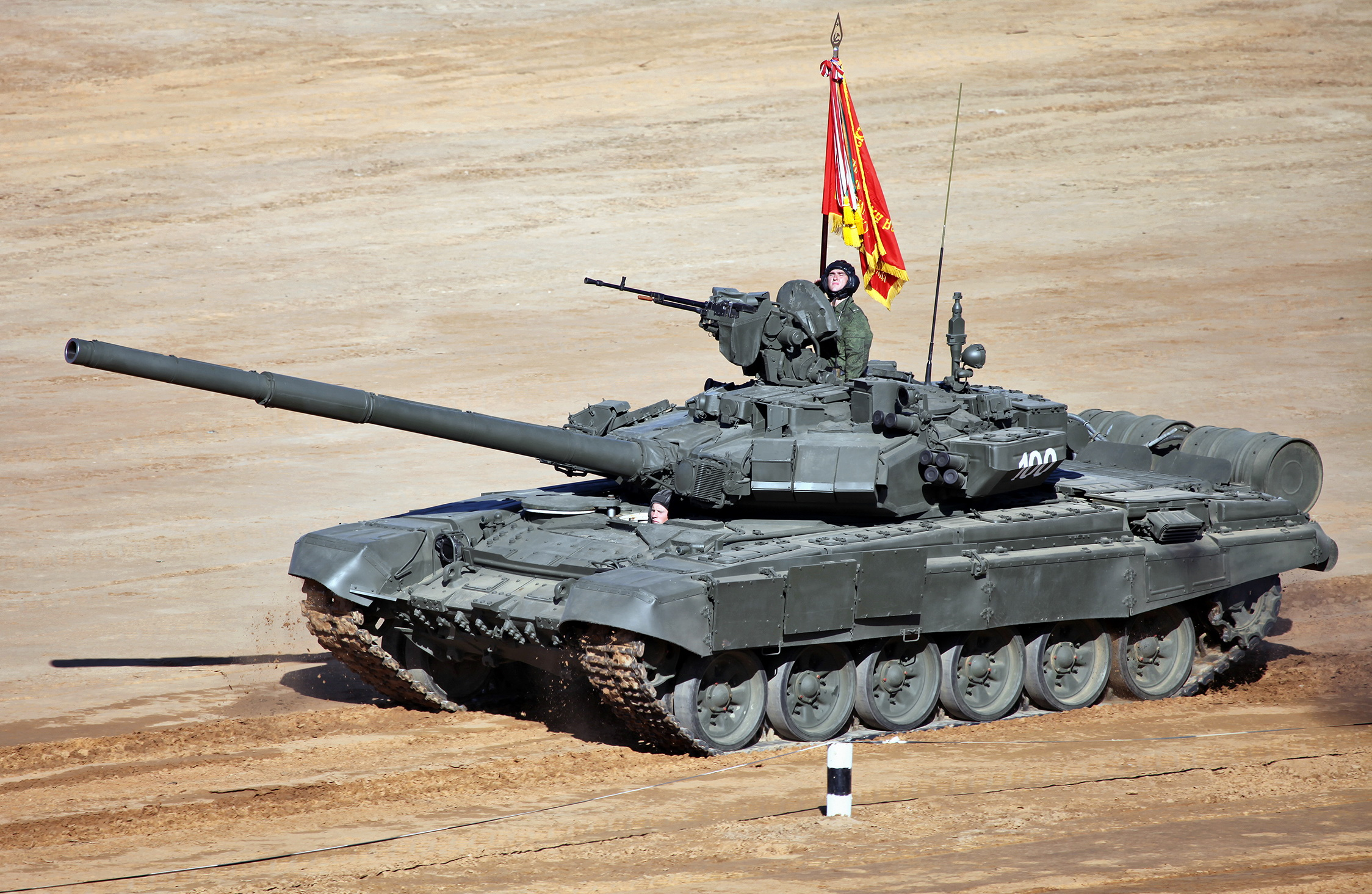
El tanque de batalla principal T-90A compitiendo en el biatlón de tanques de 2013

Mientras que el T-90 continúa con la tradición soviética de una protección fuerte y eficiente desde el punto de vista de su peso (los soviéticos usaron el blindaje compuesto antes que Occidente, así como también el sistema ERA como protección contra los APFSDS), como un desarrollo evolucionado a partir del T-72, cuenta con características similares de supervivencia de los tanques occidentales, que pueden mantener a su tripulación viva aún después de sufrir una penetración de un proyectil enemigo. Actualmente el Ministerio de Defensa de Rusia estudia la opción de dotar al T-90 con el sistema DARM-2 de protección balística de alta energía.

## Historial de combate

### Segunda guerra del Alto Karabaj
El tanque, en su versión "S", fue utilizado por el ejército de Azerbaiyán en su ofensiva de 2020 por retomar la zona en disputa con Armenia, dentro del conflicto del Alto Karabaj.

### Guerra ruso-ucraniana
- Invasión rusa de Ucrania de 2022[6]

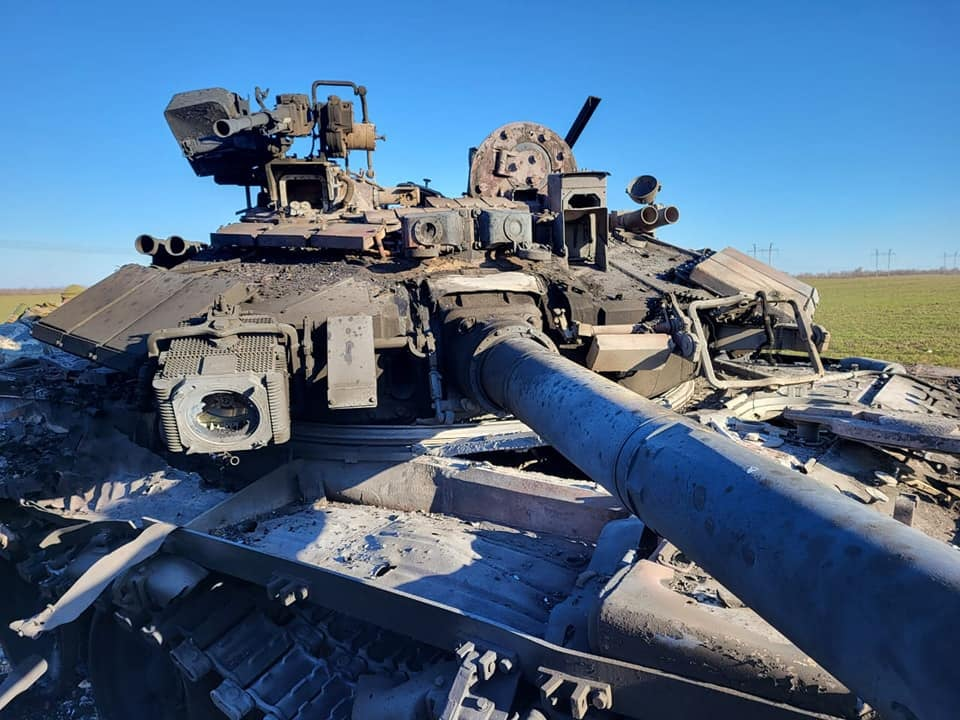
Un T-90A destruido en el óblast de Zaporiyia en marzo de 2022.

Rusia ha desplegado durante la invasión rusa de Ucrania de 2022 la variante T-90A; este se ha enfrentado a misiles antitanque modernos de fabricación occidental, como el FGM-148 Javelin de producción estadounidense y el NLAW. Las fuerzas rusas intentaron contrarrestar estos misiles de ataque superior agregando rejillas de acero improvisadas, a veces denominadas "jaulas de protección" en la parte superior de la torreta.  El Secretario de Defensa británico, Ben Wallace, describe el "uso inútil" de las jaulas para hacer frente por parte de las fuerzas rusas como "nada menos que trágico... la falta de adaptación de sus comandantes antes de involucrarlos en un conflicto de este tipo es criminal".
En un intento de romper la resistencia ucraniana, Rusia optó por desplegar la variante más avanzada del T-90, el T-90M Proryv-3, del que dispone de 100 unidades y es su carro de combate más avanzado en servicio activo.
El 4 de mayo de 2022 en el óblast de Járkov, Ucrania, un T-90M Proryv-3 fue destruido en acción, el primero confirmado como destruido en la guerra; las fotografías del tanque destruido, aún ardiendo después de un impacto directo de un misil antitanque, comenzaron a circular en los medios de comunicación ucranianos y en línea.  El tanque, que apareció cerca de Járkov el 25 de abril, fue destruido por un cañón sin retroceso Carl Gustaf por elementos de la Brigada de Defensa Territorial 127. Un video que muestra sus restos fue visto más de 650.000 veces. El Ministerio de Defensa del Reino Unido, en su Actualización de Inteligencia de Defensa del 7 de mayo, señaló la destrucción del tanque: "Los tanques T-90M están actualmente en servicio entre las unidades mejor equipadas de Rusia", y a pesar de las características avanzadas del T-90M "siguen siendo vulnerables si no cuentan con el apoyo de otros elementos de la fuerza".

## Variantes

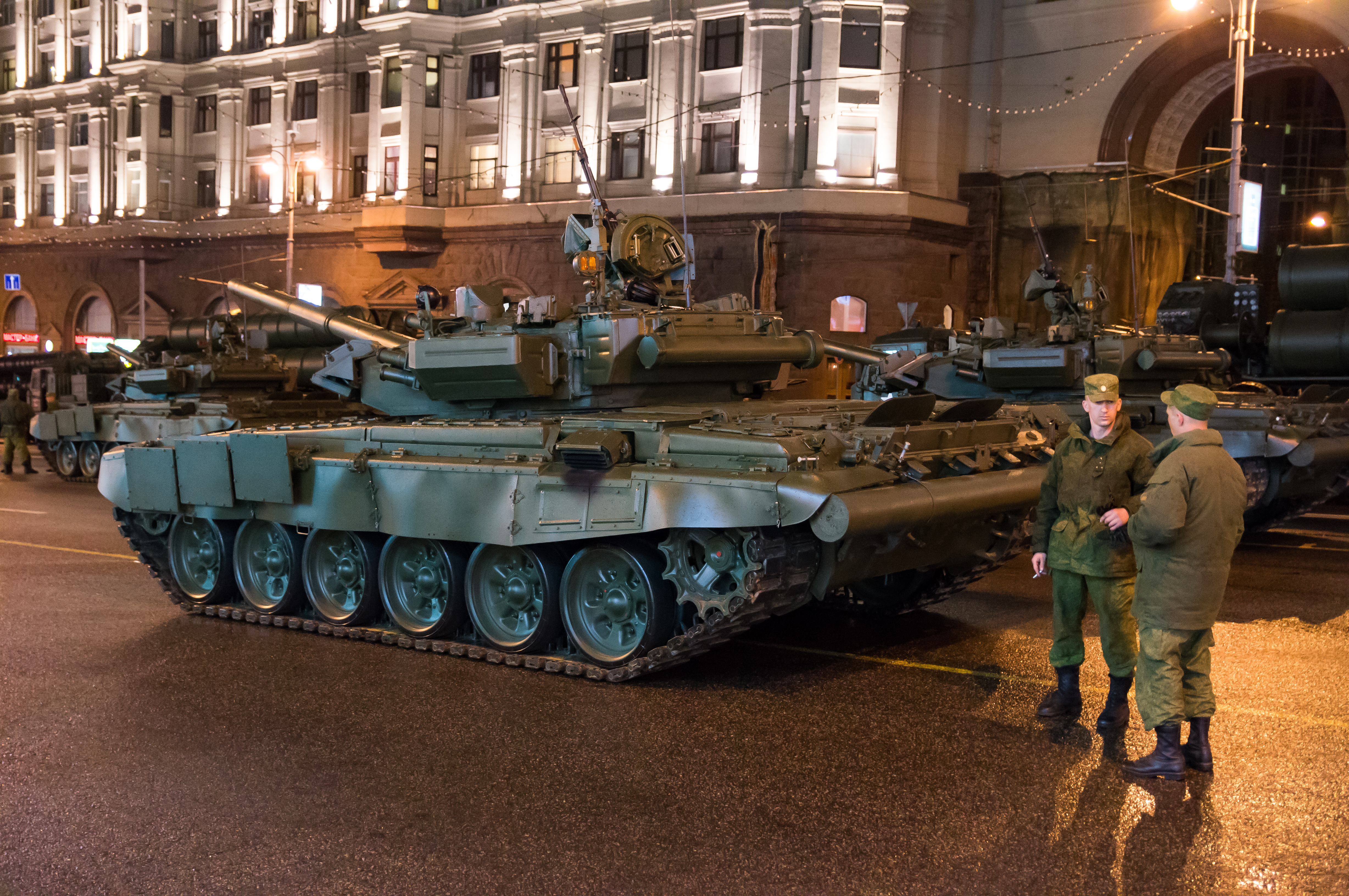
T-90A en las calles de Moscú

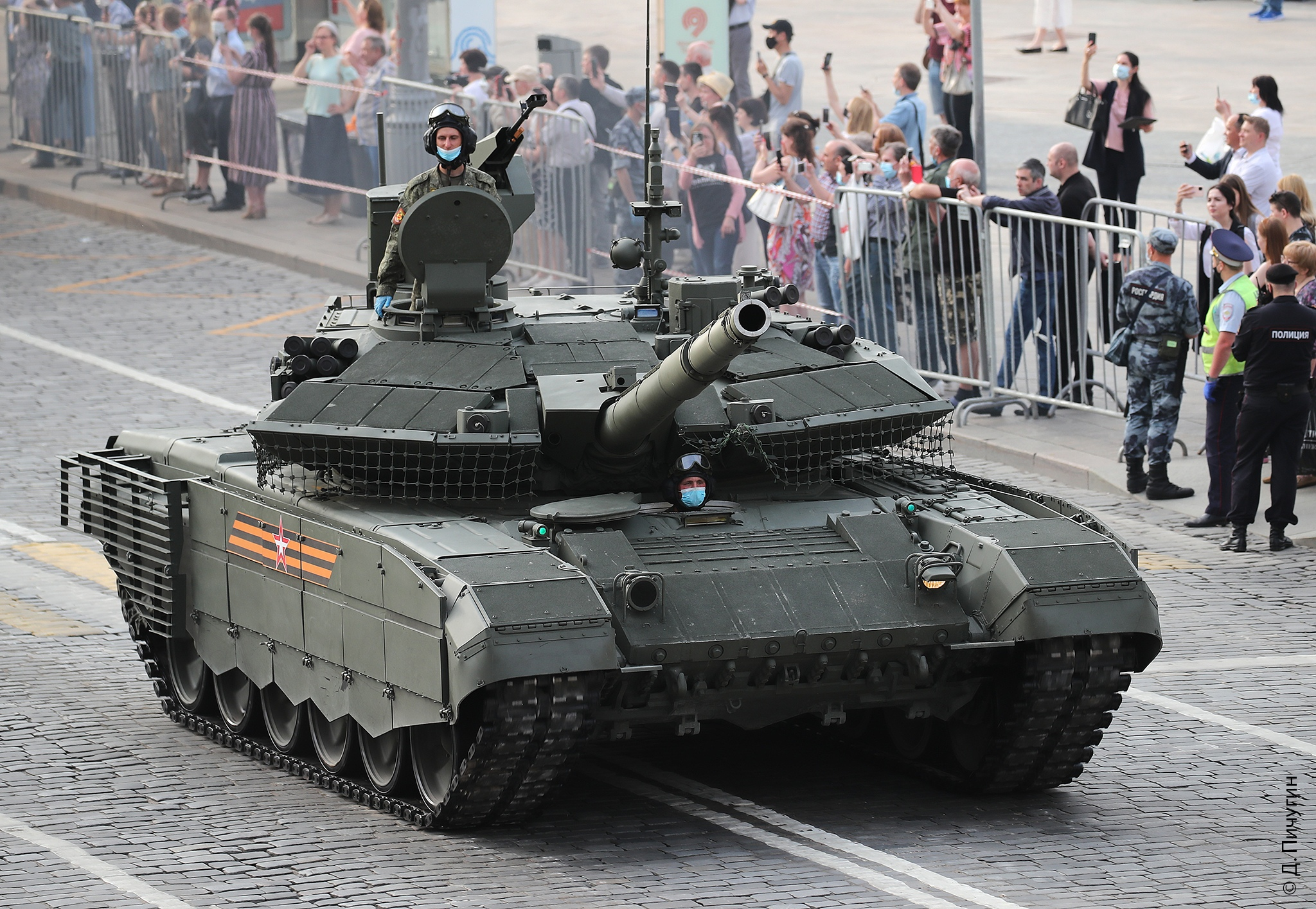
Tanque T-90M en desfile

- T-90: Variante inicialmente hecha sobre el casco de un T-72M1, pero con los sistemas de a bordo modificados, tales como su motorización, electrónica y otros elementos adicionales. 4 prototipos, siendo su producción total estimada de 100 ejemplares, todo ellos únicamente han servido como vehículos de prueba.[13]

- T-90A «Vladimir» (en ruso: «Владимир»): Versión modificada del anterior, en donde la torreta monobloque ha sido reemplazada, junto con su armamento; por una torreta de diseño y construcción estructural. No se sabe a ciencia cierta cuantas unidades de este modelo hay en servicio.

- T-90S: Versión altamente modificada, para su venta en el exterior, es la que se ha desplegado en la India y Argelia. Más de 500 ejemplares, y se pretende que sea la versión estándar del ejército ruso.[14]

- T-90AM «Proryv» (en ruso: «Прорыв»): Presentada por primera vez en la feria militar de Nizhni Tagil última por el constructor Uralvagonzavod. Es la última versión desarrollada del T-90A, denominada T-90AM. La torreta fue modernizada y equipada con un nuevo sistema de control de tiro "Kalina", se le equipó un nuevo cargador automático y un cañón 2A46M-5, una nueva ametralladora antiaérea "UDP T05BV-1" controlada remotamente, una actualización de los sistemas de navegación y el reemplazo de los ladrillos de blindaje reactivo Kontakt-5 por el nuevo blindaje reactivo Relikt.

- T-90MS «Proryv-2» (en ruso: «Прорыв-2»): También conocido como T-90SM, es una versión actualizada del T-90S. Además de ser una versión de exportación en comparación a su contra parte T-90M «Proryv-3.  Está equipado con un motor de 1130 CV, un visor de cañón PNM Sosna-U, un UDP T05BV-1 RWS con una ametralladora de 7,62 mm, GLONASS, sistemas de navegación inercial, nueva armadura reactiva explosiva (ERA) Relikt que cubre más del tanque, y un volante. Una nueva torreta extraíble está incluida, que proporciona almacenamiento para ocho rondas adicionales. 4 cámaras de video proporcionan una vista de 360° del entorno, mientras el tanque está más conectado al comando. El T-90MS tiene una cámara termográfica mejorada que puede detectar tanques a más de 3300 metros de distancia.

- T-90M «Proryv-3» (en ruso: «Прорыв-3»): Nueva versión modernizada del Т-90А. Es un programa de modernización de tanques T-90A «Vladimir» e incluirá 400 tanques actualmente en servicio. Los tanques recibirán el cañón 2А82-1М (el mismo del T-14) y el sistema de control de incendios Kalina. Además se actualizarán con el sistema de Blindaje reactivo Relikt ERA y el Sistema de protección activa Afghanit APS. Las actualizaciones también están destinadas a mejorar las capacidades de guerra centradas en la red y la coordinación con los vehículos del proyecto Armata. El primer contrato se firmó en 2017 y la producción en serie comenzó en 2019.[15][16]

## Usuarios

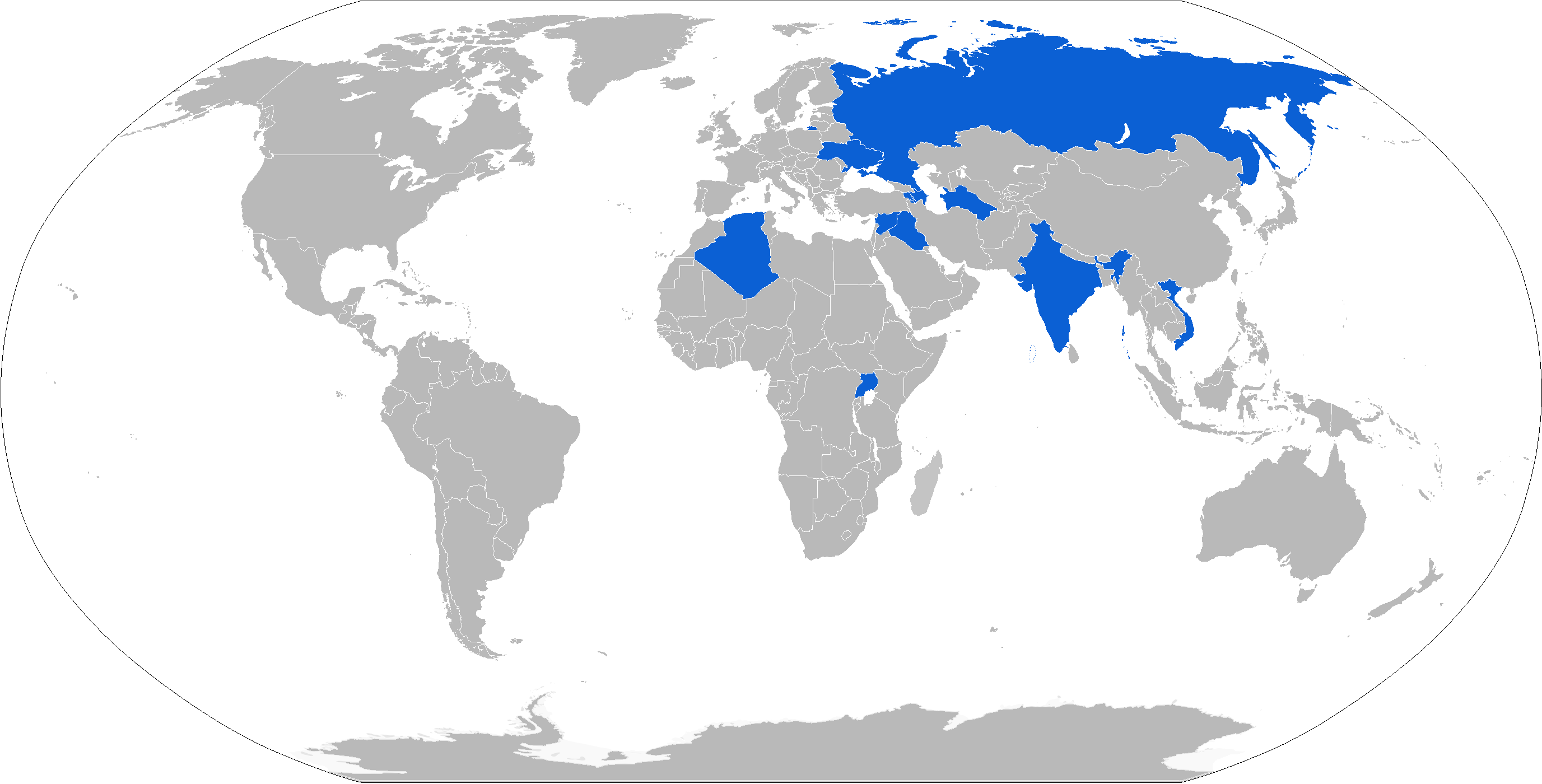
Mapa de operadores T-90 en azul

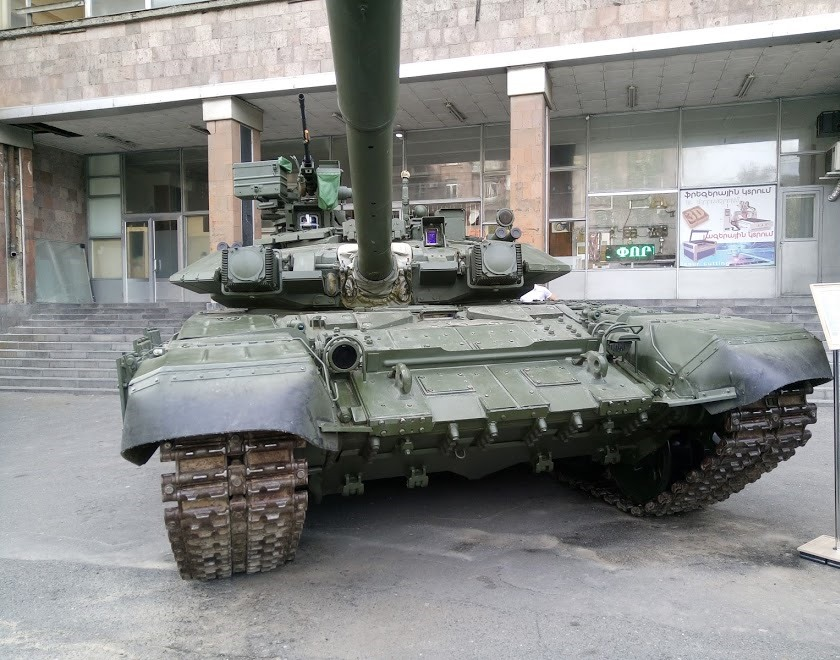
T-90 armenio en Ereván.

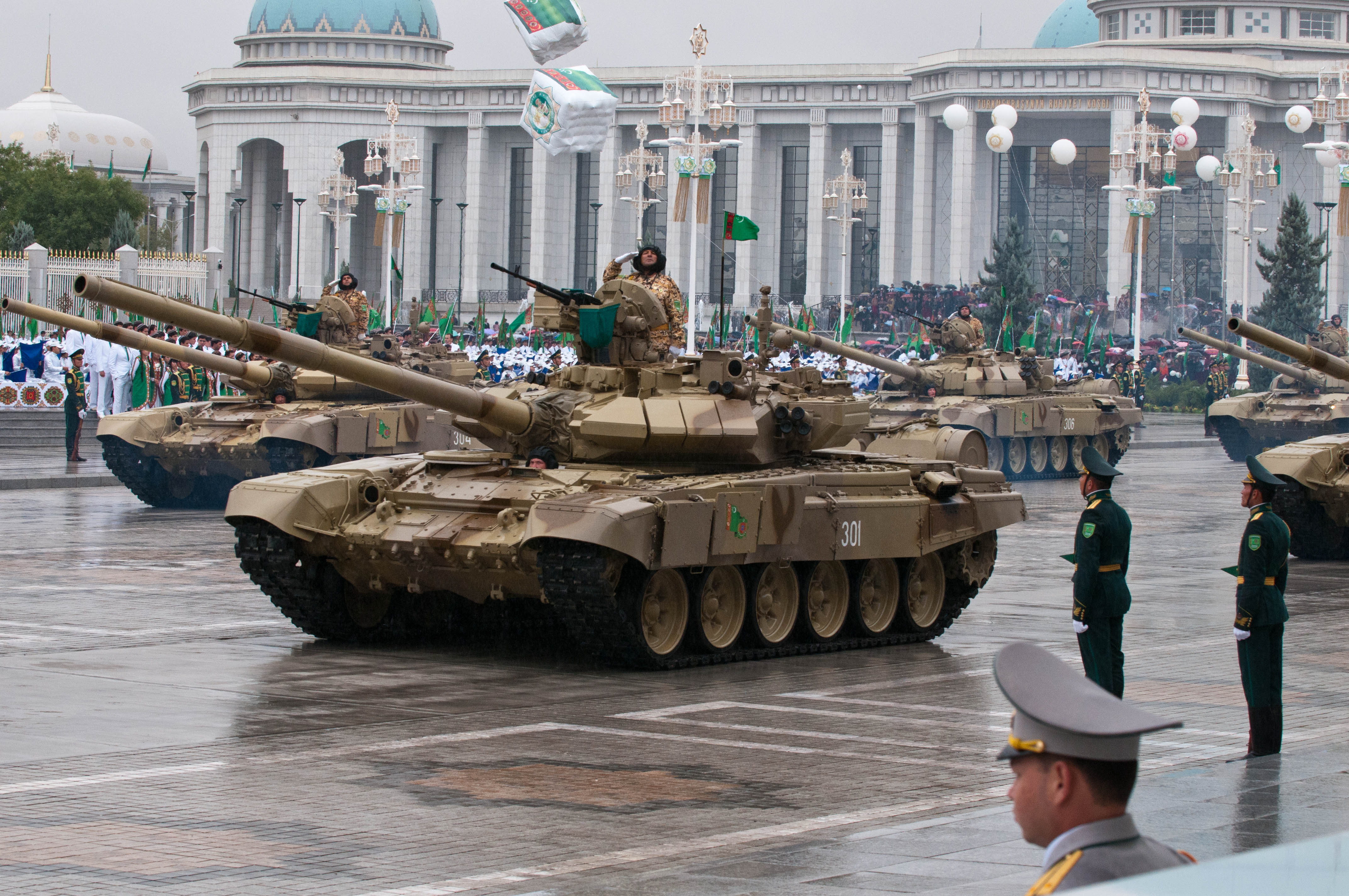
T-90SA y T-72UMG. Celebrando el vigésimo año de la independencia de Turkmenistán.

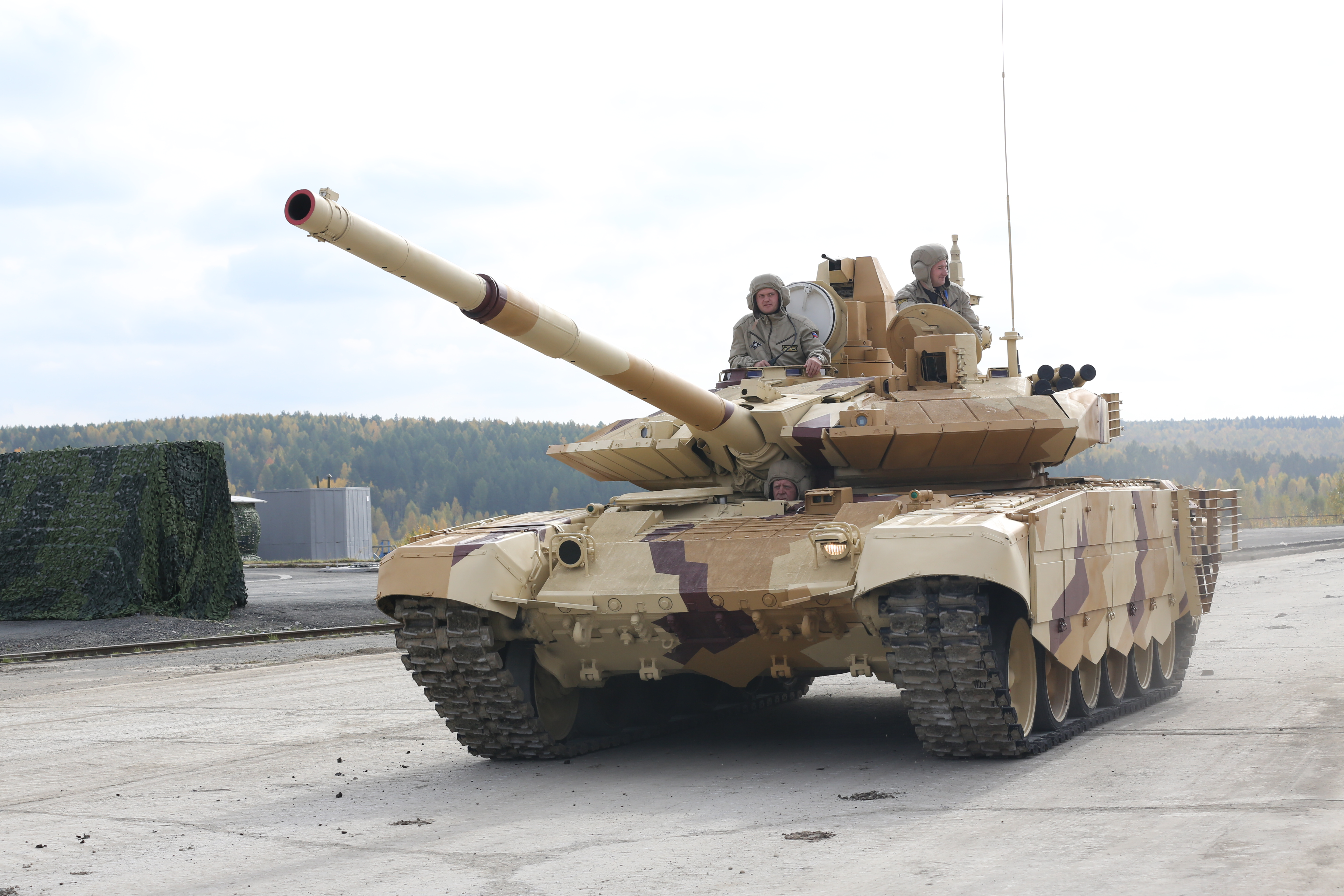
Tanque de batalla principal T-90MS en la Exposición de armas rusa de 2013.

Alrededor del mundo hay más de 6800 unidades del modelo T-90 pedidas, siendo tan solo 3200 de ellas operativas actualmente; tanto en las fuerzas armadas rusas como en las indias y argelinas, y ante sus prestaciones ya otros ejércitos lo han propuesto como un candidato a suceder a sus carros blindados en servicio por este, en algunos casos, saliendo favorecido el carro ruso, por sus extraordinarias capacidades.

### Actuales
- Rusia

Las Fuerzas Armadas de Rusia contaban con alrededor de 1.600 unidades en servicio en 2017.
- Ucrania

Las Fuerzas Armadas de Ucrania cuentan con alrededor de 6  u 8 unidades en servicio después de haberlos capturado durante la guerra en Ucrania , principalmente T-90A , uno de ellos fue cedido a los Estados Unidos para su investigación, también tienen en servicio un T-90M Provy 3 capturado en Ucrania en el 2022.
- Azerbaiyán

93 T-90S
- Siria

Número indeterminado desde noviembre de 2015. Operados por la 4.ª División Mecanizada del Ejército Árabe Sirio.
- Argelia

Las Fuerzas Armadas de Argelia cuentan con un total de 305 tanques T-90SA. El primer lote fue entregado en 2008 y la segunda en 2013. Argelia desde entonces ha firmado un acuerdo con Rosoboronexport para la producción bajo licencia de 200 T-90MS en 2015.
- India

640 unidades T-90S, y 1000 modelo T-90 Bhishma, de una versión diferente pero altamente basada en el T-90S; los que se fabricarán en conjunto entre India y Rusia.
- Uganda

100 tanques entregados desde 2010.
- Vietnam

32 tanques entregados de un pedido de 60 unidades.
- Turkmenistán

30 unidades.
- Irak

73 T-90S/SK entregados en 2017. Más lotes de T-90S entregados en 2018 y 2019.

### Futuros
- Indonesia

Según lo citado en el diario Vedosmostyi, las Fuerzas Militares de Indonesia adquirirían 100 unidades de la variante T-90S.
- Egipto

En junio del 2020, Egipto, Uralvagonzavod y Rosoboronexport concluyeron un acuerdo de fabricación de 500 T-90MS en Egipto bajo licencia, estos reemplazaran a todos los T-55 y T-62 actualmente en servicio. Uralvagonzavod construirá una fábrica en Egipto en donde se ensamblarán los tanques.
- Kuwait

En 2017, el gobierno de Kuwait llegó a un acuerdo con Rusia para la compra de 146 tanques T-90MS para reemplazar su flota de tanques M-84, tras pasar una serie de pruebas de forma exitosa. Sin embargo la compra se pospuso para 2019.

### En estado incierto
- Libia

Encargó 180 en febrero de 2010, supuestamente entregados según reportes de la prensa rusa, y según este mismo, se cuenta de un total de 2.201 tanques, entre ellos los T-90. Pero en otros reportes esta orden ha sido cancelada dado el embargo internacional de armas de las Naciones Unidas sobre el gobierno no reconocido de Libia, puesto que Rusia su constructor ha acordado aceptar este embargo; y este ha sido aplicado desde marzo de 2011.
- Malasia

El gobierno de Malasia, en la "IDEX 2013" ha mostrado un cierto interés en el "T-90S", dado que al estar basado en el T-72; la misma célula de la que se origina el PT-91M, que actualmente usa; y el PT-91 que, según los constructores rusos; ha resultado ser muy inferior en prestaciones al tanque ruso en varias pruebas de desempeño, el cual sería una excelente adición a la caballería mecanizada malaya.

### Desarrollos relacionados
- T-72
- T-80
- T-90 Bhishma
- BREM-72

### Vehículos similares
- Leopard 2
- Tipo 99
- M1 Abrams
- Merkava
- AMX-56 Leclerc
- P'ookpong Ho
- K1
- K2 Black Panther
- C1 Ariete
- Arjun MBT
- Zulfiqar
- Tipo 90 Kyū-maru
- Tipo 10 (carro de combate)
- Al-Khalid
- Al-Zarrar
- Challenger 2
- PT-91 Twardy
- TR-125
- M-84
- M-95 Degman
- Stridsvagn 122
- MİTÜP Altay
- T-84
- T-80

### Listas relacionadas
- Anexo:Tanques de combate principal por generación